# Station Longwy
Station Longwy (Frans: Gare de Longwy) is een spoorwegstation in de plaats en gemeente Longwy in Frankrijk.
Het station ligt aan de lijn Longuyon - Mont-Saint-Martin, voorheen liep vanaf hier ook de lijn Longwy - Villerupt-Micheville.

## Treindienst
| Serie      | Treinsoort            | Route                           | Bijzonderheden |
| ---------- | --------------------- | ------------------------------- | -------------- |
| RE 86500   | RegionalExpress (CFL) | Luxemburg – Longwy              |                |
| TER 833200 | TER (SNCF)            | Nancy-Ville – Longuyon – Longwy |                |
| TER 833300 | TER (SNCF)            | Thionville – Longuyon – Longwy  |                |